# Кимберли (Британская Колумбия)
Кимберли (англ. Kimberley) — город на юго-востоке Британской Колумбии в долине между горами Перселл и Скалистыми горами. Был назван в честь города Кимберли в Южной Африке в 1896 году. С 1917 по 2001 год здесь находилась крупнейшее в мире цинковое месторождение Салливана. В настоящее время этот городок привлекает в основном горнолыжников находящимся здесь горнолыжным центром. Национальный парк Кимберли является крупнейшим объединенным парком в Канаде и благодаря недавно созданным уникальным пешеходным и велосипедным маршрутам, Кимберли можно назвать круглогодичным курортом. Кроме того, Кимберли является бурно развивающимся центром культуры и искусства.

## История
Кимберли получил статус города в 1944 году. В 1972 году Кимберли превратился в так называемый баварский городок в Скалистых горах, что привлекает автолюбителей, направляющихся по шоссе 95А. Месторождение в Кимберли раньше называлось месторождением Салливана, тут находились крупнейшие залежи цинка в мире. Все разработки были прекращены в 2001 году.

## Туризм и транспорт
В центре города находятся крупнейшие «отдельно стоящие часы с кукушкой в Канаде». Кимберли обслуживается Международным аэропортом Кранбрука, который не так давно был расширен, и по мнению многих, это привлечет дополнительный интерес к Кимберли со стороны туристов и бизнесменов.

## Спорт
«Кимберли Динамитерс» выступают в дивизионе Б среди юниоров в Международной юниорской хоккейной лиге Кутеная. «Террористы» вырастили многих знаменитых хоккеистов, например, таких как Джейсон Уимер, игравший в «Нью-Джерси Девилз» в Национальной хоккейной лиге.
Горнолыжный центр Кимберли регулярно принимает этапы Кубка мира МПК по горным лыжам среди спортсменов-инвалидов.